# Darren Braithwaite
Darren Devere Braithwaite (20 januari 1969) is een voormalige Britse sprinter, die vooral bekend werd vanwege zijn deelname aan estafetteteams tijdens verschillende internationale atletiekevenementen. Bovendien vertegenwoordigde hij Groot-Brittannië op de Olympische Spelen van 1996 op de 4 x 100 m estafette. Naast het nog geldende 4 x 200 m wereldrecord en het Britse record op de 4 x 100 m heeft Darren Braithwaite het nationale record op de zelden gelopen 100 m indoor op zijn naam gehad.

## Biografie

### Internationale bekendheid
Braithwaite, op nationaal niveau presterend vanaf de tweede helft van de jaren tachtig, was een atleet wiens sprinttalent het beste tot zijn recht kwam in estafetteverband, getuige de talrijke malen dat hij op belangrijke internationale toernooien als lid van een Britse nationale 4 x 100 meterploeg optrad. Internationaal trad hij voor het eerst in het voetlicht op de Europese kampioenschappen in 1990 in Split. Naast zijn deelname aan de 100 m individueel, waarop hij als zesde eindigde, kwam hij ook in actie op de 4 x 100 m. Met John Regis, Marcus Adam en Linford Christie liep Darren Braithwaite daar naar een tweede plaats in 37,98, een nieuw Brits record.

### Hoogtepunt
Een jaar later beleefde Braithwaite een van zijn sportieve hoogtepunten door een indoorwereldrecord te realiseren op de weinig gelopen 4 x 200 m, samen met Linford Christie, John Regis en Ade Mafe. Dit viertal kwam op 3 maart 1991 in Glasgow tot een tijd van 1.22,11. Deze prestatie is sindsdien niet meer overtroffen.
Het jaar 1991 bleek trouwens sowieso een goed atletiekjaar voor Braithwaite, want op het WK in Tokio was hij er opnieuw bij en wederom nam hij deel aan zowel de 100 m als de 4 x 100 m estafette. Op de individuele sprint kwam hij nu niet verder dan de kwartfinale, maar op de 4 x 100 m estafette veroverde hij samen met Tony Jarrett, John Regis en Linford Christie in 38,09 een bronzen plak. Twee jaar later op het WK in Stuttgart lagen de Britten er op de 4 x 100 m echter al vrij snel uit en ook op het WK van 1995 in Göteborg miste de Britse vier – met steeds weer Braithwaite in de gelederen – de boot.

### Eerste individuele medaille en olympisch debuut
Intussen had Darren Braithwaite wél enkele van zijn schaarse individuele successen behaald door in 1995 op de 60 m tweede te worden op het WK indoor in Barcelona in een PR-tijd van 6,51. Dat jaar werd hij bovendien voor de eerste en enige maal AAA-kampioen op de 100 m. Het volgende jaar nam Braithwaite deel aan de Olympische Spelen in Atlanta, maar verder dan de series 100 m kwam hij daar niet.

### Laatste succes
In 1997 behaalde Braithwaite zijn laatste grote succes en opnieuw was het in estafetteverband. Op het WK in Athene streed de Britse 4 x 100 m-estafetteploeg weer mee om het eremetaal. Het won evenals in 1991 een bronzen medaille, hoewel het team op Braithwaite na geheel anders van samenstelling was: Darren Campbell, Douglas Walker en Julian Golding liepen samen met Darren Braithwaite naar de derde plaats in 38,14, achter Canada en Nigeria.

## Titels
- Brits kampioen 100 m - 1995
- Brits indoorkampioen 60 m - 1998

## Persoonlijke records
Outdoor
| Onderdeel | Prestatie | Datum        | Plaats     |
| --------- | --------- | ------------ | ---------- |
| 100 m     | 10,12 s   | 15 juni 1995 | Birmingham |
| 150 m     | 15,37 s   | 26 juni 1997 | Sheffield  |
| 200 m     | 20,47 s   | 13 mei 1995  | Eagle Rock |

Indoor
| Onderdeel | Prestatie | Datum            | Plaats    |
| --------- | --------- | ---------------- | --------- |
| 50 m      | 5,75 s    | 1998             |           |
| 60 m      | 6,51 s    | 10 maart 1995    | Barcelona |
| 100 m     | 10,40 s   | 12 februari 1996 | Tampere   |
| 200 m     | 20,87 s   | 1995             |           |

## Palmares

### 60 m
- 1995:  WK indoor - 6,51 s

### 100 m
- 1988: 6e WK U20
- 1990:  Britse (AAA-)kamp. - 10,25 s (+2,5 m/s)
- 1990: 6e EK - 10,27 s
- 1995:  Britse (AAA-)kamp. - 10,33 s
- 1996:  Britse (AAA-)kamp. - 10,25 s

### 200 m
- 1995:  Britse (AAA-)kamp. - 20,64 s

### 4 x 100 m
- 1988:  WK U20 - 40,06
- 1990:  EK - 37,98 s
- 1991:  WK - 38,09 s
- 1997:  WK - 38,14 s